# رستوران ورمیر
رستوران ورمیر رستورانی واقع در هتل کاخ ان اچ باربیزون در آمستردام هلند است. رستورانی تشریفاتی که نخستین ستاره میشلن خود را در سال ۱۹۹۳ دریافت کرد، بعدها ستاره اش را از دست داد و دوباره به دست آورد، سپس در سال ۲۰۰۳ دو ستاره شد.
رستوران از چهار امارت قرن ۱۵ و ۱۷ و یک کلیسا متعلق به سده ۱۵ تشکیل شده‌است که هتل کاخ باربیزون را می‌سازند.

## سرآشپزها
در طول سال‌ها رستوران ورمیر چندین سرآشپز داشته:
- گرت ژان هاگمن، ۱۹۹۳
- ران شونبرگ، ۱۹۹۴–۱۹۹۷
- ادوین کتس، ۱۹۹۷–۲۰۰۰
- پاسکال ژالهی، ۲۰۰۱–۲۰۰۴
- کریستوفر نیلر، ۲۰۰۴-حال

## تاریخچه ستاره
۱۹۹۳–۲۰۰۰: یک ستاره
۲۰۰۱: بدون ستاره
۲۰۰۲: یک ستاره
۲۰۰۳–۲۰۰۴: دو ستاره
۲۰۰۵–۲۰۰۷: یک ستاره
۲۰۰۸–۲۰۱۰: بدون ستاره
۲۰۱۱–۲۰۱۲: یک ستاره
از آن جایی که ستاره‌های میشلن به سرآشپزان داده می‌شود، معمولاً هنگامی که یک سرآشپز رستورانی را ترک می‌کند آن رستوران ستاره اش را از دست می‌دهد.